# Banco Safra

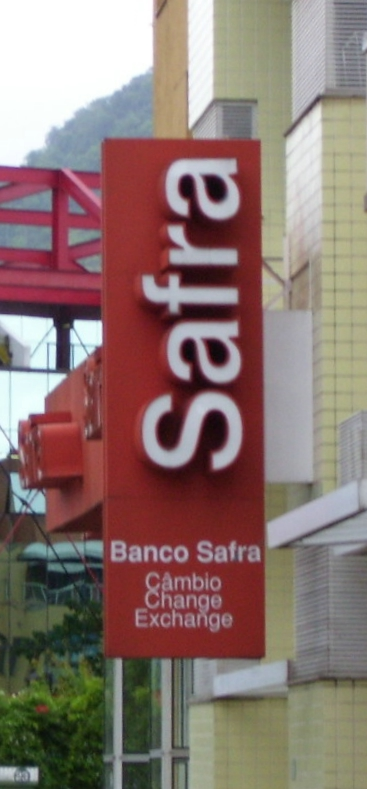

Banco Safra è una banca privata brasiliana, sesta in Brasile in termini di asset. La sede centrale di Banco Safra è in São Paulo.

## Storia
La storia della famiglia Safra risale addirittura alle carovane tra Aleppo (Siria), Alessandria (Egitto) ed Istanbul (Turchia) durante l'Impero ottomano. Col collasso di questo dopo la prima guerra mondiale i Safra si trasferirono a Beirut (Libano) e successivamente in Brasile nel 1952. Negli anni '60 Jacob Safra e suo figlio Joseph fondarono Banco Safra. Costruirono la loro fortuna emettendo lettere di credito tra le principali banche e molti importatori che facevano parte come loro della comunità ebrea sefardita originaria della Siria. Da questa base crebbero tramite acquisizioni ed apertura di nuove filiali.
Nel 2014 Joseph Safra comprò le rimanenti azioni del Banco Safra da suo fratello, Moise Safra. Secondo la lista di persone più ricche del mondo secondo Forbes 2020 Joseph Safra (scompraso nel dicembre 2020), era il brasiliano e sudamericano più ricco, nonché il 39º al mondo, con un patrimonio personale di 19,9 miliardi di dollari.
Nel novembre 2022, l'annuncio che il Banco Safra ha acquisito la banca privata, con sede a New York, Delta North Bankcorp e la sua controllata Delta National Bank and Trust.